# Das blaue Zimmer (Simenon)
Das blaue Zimmer (französischer Originaltitel: La Chambre bleue) ist ein Roman des belgischen Schriftstellers Georges Simenon. Er entstand vom 24. Mai bis 5. Juni 1963 in Échandens (von Simenon als „Noland“ bezeichnet) und wurde am 25. Januar 1964 im Verlag Presses de la Cité veröffentlicht. Noch im selben Jahr erschien die deutsche Übersetzung von Hansjürgen Wille und Barbara Klau bei Kiepenheuer & Witsch. Sie war auch die Grundlage der Bearbeitung von Mirjam Madlung, die der Kampa Verlag 2018 veröffentlichte. Dazwischen hatte der Diogenes Verlag 1979 eine Übersetzung von Angela von Hagen publiziert. Der Roman wurde 2014 von Mathieu Amalric verfilmt.
Das blaue Zimmer eines Hotels ist der Schauplatz regelmäßiger Seitensprünge des Familienvaters Tony Falcone mit einer ebenfalls verheirateten ehemaligen Mitschülerin. Doch die scheinbar lockere Affäre hat Konsequenzen. Falcone wird verhaftet, und erst im Verlauf vieler Verhöre kommt ans Tageslicht, wessen er beschuldigt wird.

## Inhalt
Tony Falcone ist Sohn italienischer Einwanderer und lebt als selbständiger Verkäufer von Landmaschinen in Saint-Justin-du-Loup in der Region Poitiers. Er hat eine Frau namens Gisèle und eine sechsjährige Tochter namens Marianne. Auch ohne tiefe Leidenschaft in ihrer Beziehung sieht er in Gisèle seine Begleiterin fürs Leben. Daneben hat er jedoch zahlreiche außereheliche Affären, so eines Tages auch mit Andrée Despierre, einer ehemaligen Mitschülerin, die ihn, wie er erst jetzt erfährt, zeit ihres Lebens geliebt hat. Da Tony sich nie für sie interessiert hat, hat sie seinen ehemaligen Schulkameraden Nicolas geheiratet, den Lebensmittelhändler des Ortes, der unter Anfällen von Epilepsie leidet. Bei ihrer Wiederbegegnung zeigt sie ihren Besitzanspruch, indem sie Tony in die Lippen beißt. Nach dem Liebesakt im blauen Zimmer des Hotels von Tonys Bruder, der ihrer Affäre Zuflucht bietet, fragt sie ihn: „Stimmt es, dass du dein ganzes Leben mit mir verbringen könntest?“ Und als Tony leichthin bejaht, insistiert sie: „Hättest du keine Angst?“ Und: „Was, wenn ich frei wäre? Würdest du dich auch befreien?“
Ein vorbeifahrender Zug enthebt Tony einer Antwort, doch dieser spürt plötzlich eine Bedrohung. Er meidet die nächsten Wochen die Begegnung mit Andrée, sucht stärker als zuvor die Nähe von Gisèle und Marianne und fährt zum ersten Mal mit seiner Familie in den Urlaub nach Les Sables-d’Olonne, wo sie eine idyllische Zeit verleben. Doch dann erreicht ihn die Nachricht, dass Nicolas verstorben ist und, schlimmer noch, ein Brief von Andrée: „Jetzt du!“ Am 17. Februar steuern die Ereignisse auf ihren Höhepunkt zu. Tony kauft für seine Frau ein, was er sonst selten tut, im Lebensmittelladen trifft er zum ersten Mal seit vielen Wochen Andrée wieder. Diese übergibt ihm ein Glas mit Pflaumenmus, das seine Frau bestellt habe. Als er am Abend von seiner Arbeit heimkehrt, wird Tony verhaftet. Gisèle liegt mit Anzeichen einer Vergiftung im Krankenhaus, an der sie später stirbt. Im Pflaumenmus werden Spuren von Strychnin entdeckt. Eine anschließend vorgenommene Exhumierung von Nicolas legt nahe, dass er ebenfalls vergiftet worden ist.
Die Fakten werden Tony erst im Laufe vieler Verhöre nach und nach enthüllt. Immer wieder stellt er in den Gesprächen mit Anwälten und Untersuchungsrichtern fest, dass er die tatsächliche Geschichte seiner Ehe und seiner Affäre nicht erzählen kann, dass seine Gegenüber vorgefasste Meinungen haben oder ihm einfach die Worte fehlen, sich begreiflich zu machen. Zudem macht er sich verdächtig, indem er Fakten abstreitet, die leicht beweisbar sind, etwa Andrées Briefe an ihn, und seine Ahnungen eines drohenden Unheils auch im Nachhinein nicht wahrhaben will. Die Presse hat das Liebespaar, das seine Ehepartner ermordet hat, längst vorverurteilt. Schließlich spricht auch eine Geschworenenjury beide schuldig: Andrée für den Mord an ihrem Mann, Tony für den Mord an seiner Frau. Beider Todesstrafe wird in lebenslängliche Zwangsarbeit umgewandelt. In dem Tumult nach der Urteilsverkündung dreht sich Andrée zu Tony um und verkündet triumphierend: „Siehst du, Tony, sie haben uns nicht getrennt!“

## Interpretation
Für Nicole Geeraert ist Das blaue Zimmer ein Roman über „das unausweichliche Schicksal“. Lucille F. Becker liest ihn als „warnendes Beispiel“ für die verheerenden Auswirkungen einer sexuellen Obsession, die Simenon mit den detailliertesten und deutlichsten sexuellen Szenen seines Werkes beschrieben habe. Verknüpft ist eines seiner Grundthemen: die Unzulänglichkeit des französischen Rechtssystems samt der Schwächen eines Gerichtsverfahrens, das am Ende zu einem unschuldigen Justizopfer führt. Dabei wird die Handlung aus der Sicht des Protagonisten geschildert, wobei seine Erinnerungen der vergangenen Ereignisse sich mit den Befragungen durch einen Untersuchungsrichter abwechseln.
Laut Franz Schuh ist es „ein Buch über Wörter“: „sie heißen plötzlich etwas ganz anderes, wenn man darüber nachdenken muss, welchen Sinn sie eigentlich gehabt haben.“ So sei Tonys Bejahung der Frage Andrées, ob er sein ganzes Leben mit ihr verbringen möchte, eine Antwort aus dem Moment gewesen, aus der Stimmung eines Glückes, das vorübergeht, während die Geliebte auf eine beständige Bindung gehofft hat. Der Roman kreise „um Dauer und Augenblick, um Unmittelbarkeit und Reflexion“. Das Leben und seine nachträgliche Untersuchung lassen sich nicht auf einen gemeinsamen Nenner bringen. Tony muss feststellen, dass er „seine Sprache, vor allem wenn er die Wahrheit sagt, nicht auf das geforderte Niveau bringen“ kann. In einem Gerichtsverfahren werde erwartet, dass jede Handlung ihren Grund hat, und wenn er diesen nicht vorweisen kann, wirke der Angeklagte unverständlich oder sogar schuldig.
John Banville beschreibt Simenons Tendenz, die Frau als „ein schreckliches Phänomen zu betrachten, einen Dämon, der in einer Art erotischer Wut durch die Welt der Männer rast und gleichzeitig unwiderstehlich und zerstörerisch ist.“ So sei auch Andrée in Das blaue Zimmer eine mörderische Harpyie, eine von Liebe, Gewalt und Rache berauschte Mänade, deren strahlende Schönheit sich in der Schlussszene Tony offenbart. Während Banville den Roman als „Meisterleistung“, als „ein wahres, ein glänzendes Kunstwerk“ feiert und Simenon mit Kafka vergleicht, wendet Thorsten Paprotny ein, dass ein Vladimir Nabokov oder Philip Roth mehr aus der Geschichte hätten machen können. So sei Simenons Roman keine „kunstvolle, ingeniöse Analyse der menschlichen Seele und ihrer Obsessionen“, sondern bleibe „ein spannungsreicher, versierter, lesenswerter Krimi – und das ist höchst respektabel.“

## Adaptionen
Im Jahr 2014 wurde der Spielfilm Das blaue Zimmer von Mathieu Amalric im Rahmen der Internationalen Filmfestspiele von Cannes uraufgeführt. Die Hauptrollen spielten Amalric selbst und Léa Drucker. Laut Josef Schnelle galt Simenons Roman zuvor als „unverfilmbar“. Für Kaspar Heinrich legte hingegen der Roman „seit jeher eine Verfilmung nahe, die Bedeutung scheinbar beiläufiger Augenblicke ist auf der Leinwand ebenso gut aufgehoben wie auf dem Papier.“ Und auch für Marli Feldvoß ist die Romanvorlage Simenons „ein perfektes Drehbuch“ und die Hauptfigur eine typische Simenon-Figur: „Ein hilfloser Held, der nicht weiß, was er tut, warum er es tut oder was mit ihm geschieht.“
Im deutschen Sprachraum entstanden zwei Hörspiele nach Das blaue Zimmer. 1966 bearbeitete Gert Westphal den Roman für eine Gemeinschaftsproduktion von Südwestfunk, Hessischer Rundfunk und Saarländischer Rundfunk. Unter anderem sprachen Hans Helmut Dickow, Gisela Hoeter, Dagmar Altrichter und Gert Westphal. 2020 bearbeitete Irene Schuck den Roman neu für den Norddeutschen Rundfunk. Es sprachen unter anderem Wolfgang Pregler, Thomas Loibl, Judith Rosmair und Lisa Hagmeister.
Für den Audio Verlag las Wolfram Koch 2018 die Neubearbeitung des Kampa Verlages als Hörbuch ein.

## Ausgaben
- Georges Simenon: La Chambre bleue. Presses de la Cité, Paris 1964 (Erstausgabe).
- Georges Simenon: Das blaue Zimmer. Übersetzung: Hansjürgen Wille, Barbara Klau. Kiepenheuer & Witsch, Köln 1964.
- Georges Simenon: Das blaue Zimmer. Übersetzung: Hansjürgen Wille, Barbara Klau. Heyne, München 1968.
- Georges Simenon: Der Neger. Das blaue Zimmer. Übersetzung: Linde Birk, Angela von Hagen, Diogenes, Zürich 1979, ISBN 3-257-00977-1.
- Georges Simenon: Das blaue Zimmer. Ausgewählte Romane in 50 Bänden, Band 46. Übersetzung: Angela Glas. Diogenes, Zürich 2013, ISBN 978-3-257-24146-4.
- Georges Simenon: Das blaue Zimmer. Übersetzung: Hansjürgen Wille, Barbara Klau, Mirjam Madlung. Kampa, Zürich 2018, ISBN 978-3-311-13402-2.
- Georges Simenon: Das blaue Zimmer. Übersetzung: Hansjürgen Wille, Barbara Klau, Mirjam Madlung. Lesung von Wolfram Koch. Der Audio Verlag, Berlin 2018, ISBN 978-3-7424-0749-8.